# Feldbahn

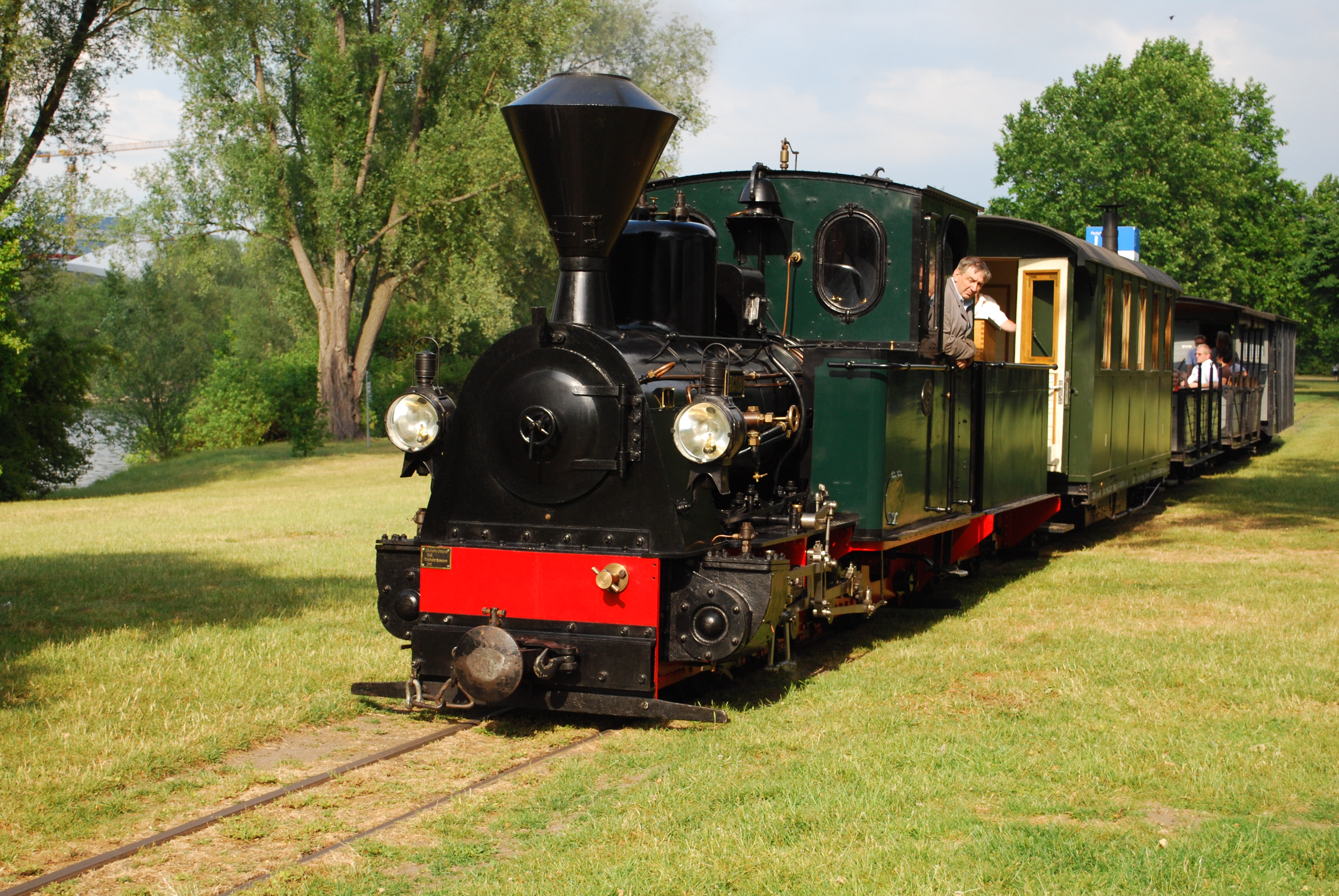
MPSB Jacobi, Jung 989 von 1906, beim Frankfurter Feldbahnmuseum

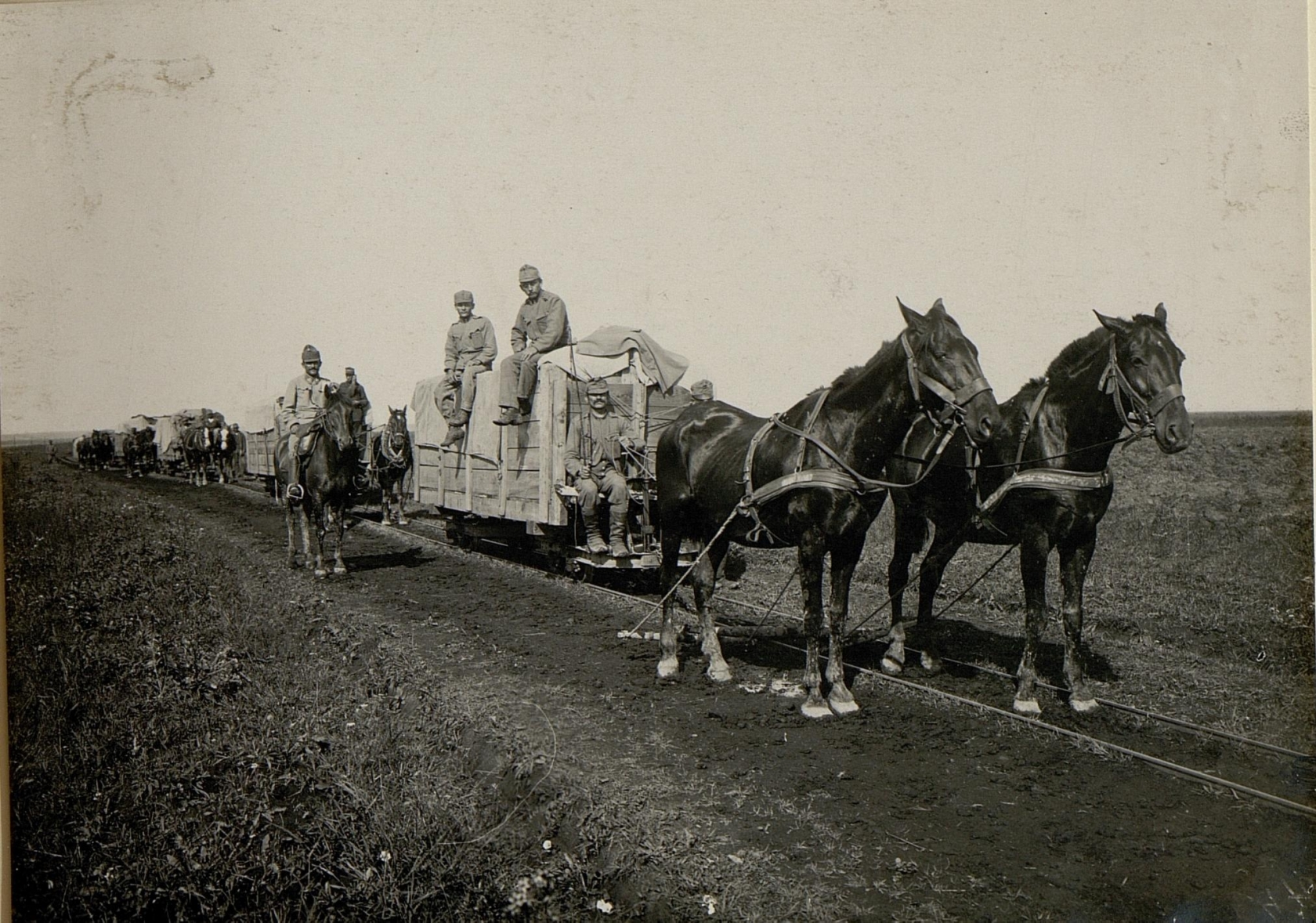
Mit Pferden gezogene Rollbahnwagen zur Zeit der Österreichisch-Ungarischen Monarchie in Podhajce im Ersten Weltkrieg

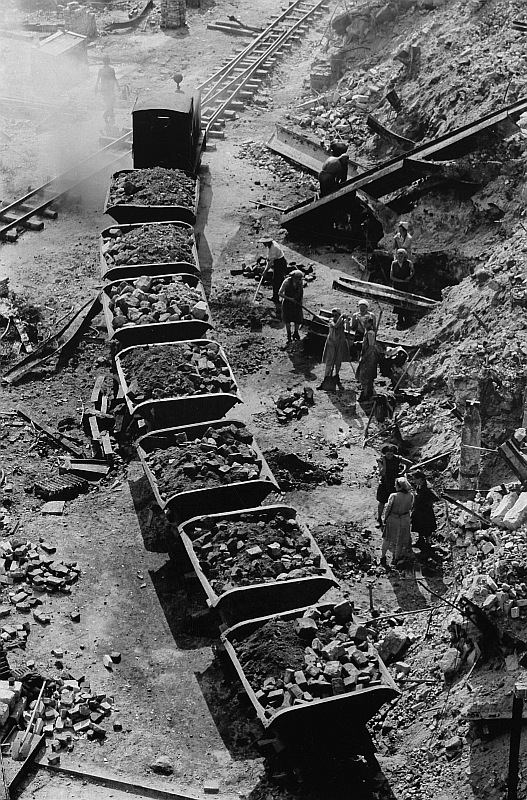
Trümmerbahn in Dresden mit den für Feldbahnen typischen Loren, unmittelbar nach dem Zweiten Weltkrieg

Eine Feldbahn, auch als Lorenbahn oder in Österreich und der Schweiz als Rollbahn bezeichnet, ist eine – in der Regel nichtöffentliche – Schmalspurbahn in einfachster Bauform zum Transport landwirtschaftlicher, forstwirtschaftlicher (Waldbahn) und anderer Rohstoffe wie Lehm, Torf (Moorbahn), Gestein und Sand. Für deren Bau und Betrieb finden weitgehend standardmäßige Bauelemente Verwendung, die aus umfangreichen Katalogen der einschlägigen Hersteller ausgewählt werden können, so zum Beispiel vormontierte Gleisroste und Weichen, aber auch Lokomotiven und Wagen. Der Materialtransport erfolgt oft mittels offener Loren. Die Höchstgeschwindigkeit beträgt in der Regel nicht mehr als 10 km/h.
Eine Variante der Feldbahn war die Heeresfeldbahn. Solche Feldbahnen wurden hinter Frontabschnitten gebaut, an die große Mengen Munition, Waffen und auch Soldaten transportiert werden sollten. Eisenbahntruppen bauten und betrieben diese Bahnen. Im Ersten Weltkrieg gab es wohl die meisten Feldbahnen. Eine von Hand betriebene militärische Feldbahn wurde Förderbahn genannt.

## Einsatz und Betrieb
In der weiterverarbeitenden Industrie spielten diese Schmalspurbahnen einst eine bedeutende Rolle. So fanden sich Feldbahnen häufig assoziiert bei Schamottefabriken, Ziegeleibetrieben und Zuckerfabriken. Auch in den Untertagegruben wurden feldbahnähnliche Bahnen eingesetzt. Ferner wurden Feldbahnen verwendet zum Ziehen von Schiffen in Kanälen und Schleusen (Treidelbahn), zum militärischen Material- und Personaltransport (Heeresfeldbahn), zur Anbindung von Hinterhäusern (Hausrollbahnen), zum Materialtransport auf Großbaustellen, in Torfstichen sowie zur Versorgung von Inseln.
In der Eisen- und Stahlindustrie, in Kokereien sowie bei den Tagebaugruben wurden bzw. werden in der Regel regelspurige Werksbahnen eingesetzt, da hier größere Massen zu bewegen waren. Teilweise kamen bzw. kommen im Tagebau auch Bahnen mit „rückbaren Gleisen“ zum Einsatz, bei denen die Gleise mit verhältnismäßig geringem Aufwand seitlich verschoben werden können um jeweils dem Abbau bzw. der Innenkippe „hinterher zu wandern“. Die Verschiebung der Gleise kann teilweise mittels Rückmaschinen erfolgen.
Eine besondere Entwicklung nahmen Feldbahnen nach dem Zweiten Weltkrieg, als in den deutschen Großstädten nach Flächenbombardements die Schäden beseitigt werden mussten. Hierbei wurden oft Trümmerbahnen angelegt, die den Schutt aus den Innenstädten zu den Trümmerhalden oder Verarbeitungsstätten fuhren. Wenn eine Fläche freigeräumt war, konnte schnell eine neue Strecke gebaut werden.
Die Spurweiten einer Feldbahn liegen zwischen 400 und 1000 mm. Der Oberbau (Gleise und Schwellen) reicht von leichten Gleisrahmen, die von zwei Personen getragen und verlegt werden können und oft ohne Unterbau provisorisch auf der freigeräumten Bodenoberfläche liegen (Bauart Decauville oder Spalding), bis hin zu festverlegten, eingeschotterten Strecken für schwere Lasten und längeren Gebrauch. Enge Radien ermöglichen eine günstige Streckenverlegung auch in schwierigem Gelände weitgehend ohne Kunstbauten. Die provisorische Verlegung (sogenannte fliegende Gleise) entlang vorrückender Grubenkanten auf oft weichem Untergrund führt gelegentlich zu Entgleisungen von Fahrzeugen, weswegen bei vielen Feldbahnen Holzbohlen und andere Hebewerkzeuge zum Wiedereingleisen mitgeführt werden. Drehscheiben mussten in der Regel von Hand betrieben werden.
Einfache und robuste Fahrzeuge bestimmten den Betriebsalltag, und nicht immer waren Lokomotiven vor Ort. Es war durchaus üblich, einzelne Loren und Flachwagen – auch beladen – nur mit menschlicher Muskelkraft oder mit Pferden zu bewegen. In schwer zugänglichen bzw. engen Bereichen wurden früher auch Kinder und Jugendliche zum Schieben von Loren herangezogen. Meist waren keine Signalanlagen an den Bahnstrecken installiert, die niedrigen Geschwindigkeiten erlaubten das Fahren auf Sicht. An Bahnübergängen, die größere Straßen querten, fanden sich gelegentlich Läutewerke oder Lichtzeichenanlagen, die den Feldbahnzügen eine sichere Überquerung der Straße ermöglichten.
In den Munitionsdepots der Bundesmarine verkehrten Schmalspurbahnen mit einer Spurweite von 600 mm zum Munitions- und Materialtransport. Im Depot Laboe waren Schienenprofile vom Typ S 14 verlegt, die später gegen neue S-20-Schienen ausgewechselt wurden. Eingesetzt wurden dort eine Lok vom Typ DS 60 und elf Lokomotiven vom Typ DIEMA DS 90. Zum Bestand der Bahn gehörten auch ein Feuerlöschzug und eine Schneefräse sowie eine Schneeschleuder. Für Streckenbereisungen waren drei Sitzwagen vorhanden. Die Bahn im Depot Schweinebrück wurde schon 1972 geschlossen und die Bahn in Aurich mit sieben DS 90 1982. Die letzten Fahrten in Laboe erfolgten 1993. Endgültig eingestellt wurde die Bahn im Dezember 1996. Die Streckenlänge betrug über 25 km. In dem Depot Laboe wurde die 1996 als Denkmal aufgestellte Diema DS 90, Lok Nr. 9 entfernt.
Gegen Ende der Feldbahnzeit wurden noch führerlose Triebwagen (wie der DIEMA GT 10/2) entwickelt, die einen halbautomatischen Betrieb ermöglichten. Jedoch konnten sich diese nicht mehr durchsetzen, da es einerseits billiger war, bereits vorhandene Lokomotiven mit Hydraulik für die Selbstentlader nachzurüsten, andererseits gleislose Fördermittel wie LKW oder Förderband zunehmend Konkurrenz darstellten.

## Feld- und Industriebahnen in Preußen, 1883

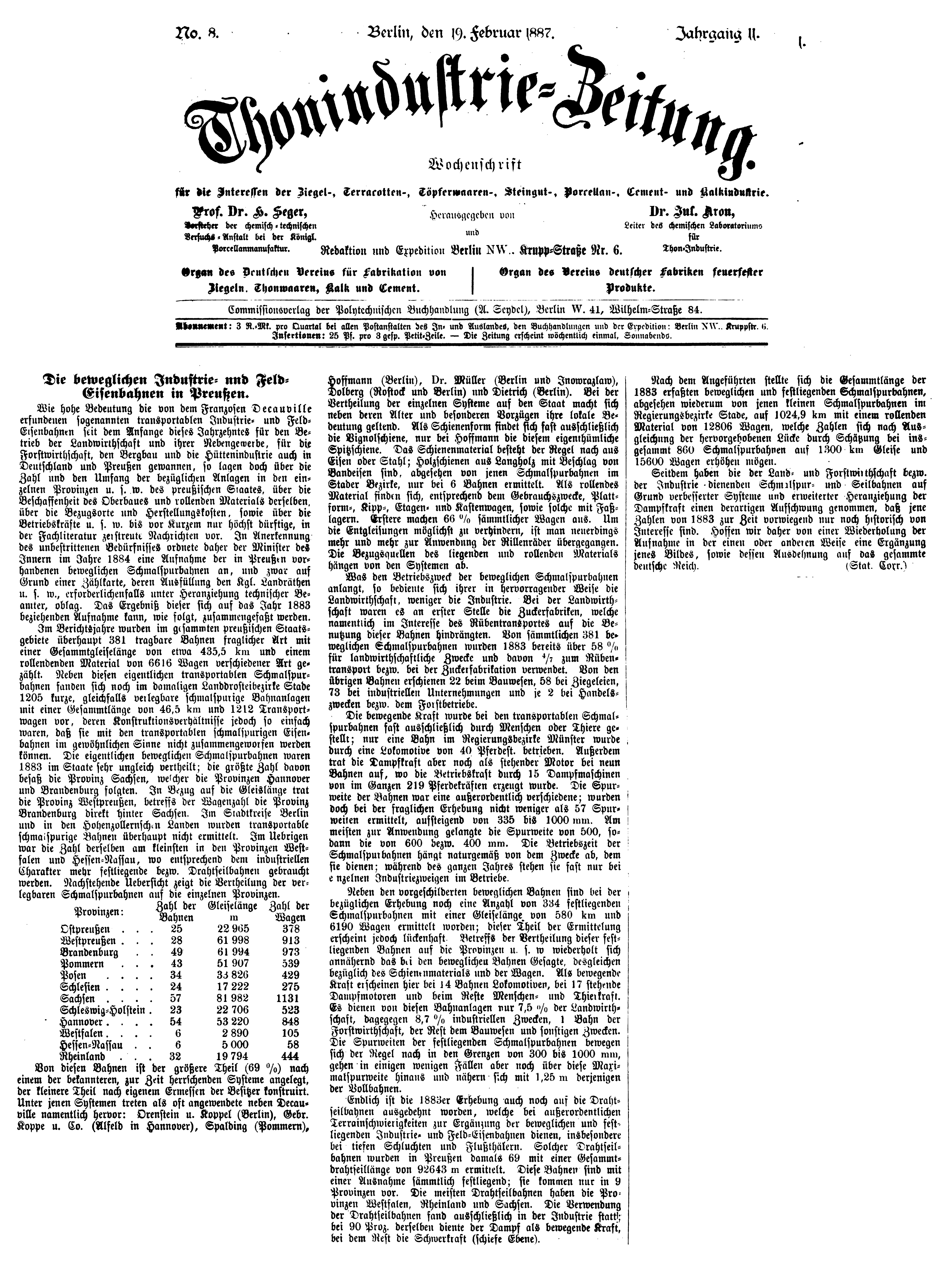
Die beweglichen Industrie- und Feldeisenbahnen in Preußen, 1883

Im Jahr 1883 gab es in Preußen folgende transportablen, schmalspurigen Feld- und Industriebahnen:
| Provinzen          | Zahl der Bahnen | Gleislänge km | Zahl der Wagen |
| ------------------ | --------------- | ------------- | -------------- |
| Ostpreußen         | 25              | 22,965        | 378            |
| Westpreußen        | 28              | 61,998        | 913            |
| Brandenburg        | 49              | 61,994        | 973            |
| Pommern            | 43              | 51,907        | 539            |
| Posen              | 34              | 33,826        | 429            |
| Schlesien          | 24              | 17,222        | 275            |
| Sachsen            | 57              | 81,982        | 1.131          |
| Schleswig-Holstein | 23              | 22,706        | 523            |
| Hannover           | 54              | 53,220        | 848            |
| Westfalen          | 6               | 2,890         | 105            |
| Hessen-Nassau      | 6               | 5,000         | 58             |
| Rheinland          | 32              | 19,794        | 44             |
| Gesamt             | 381             | 435,500       | 6.616          |

Bei der Erstellung dieser Liste wurden 57 verschiedene Spurweiten von 335 bis 1000 mm ermittelt. Neben den aufgelisteten beweglichen Bahnen waren 1883 noch weitere 334 festverlegte, schmalspurige Feld- und Industriebahnen mit einer Gleislänge von 580 km und 6190 Wagen bekannt.

## Heutige Situation

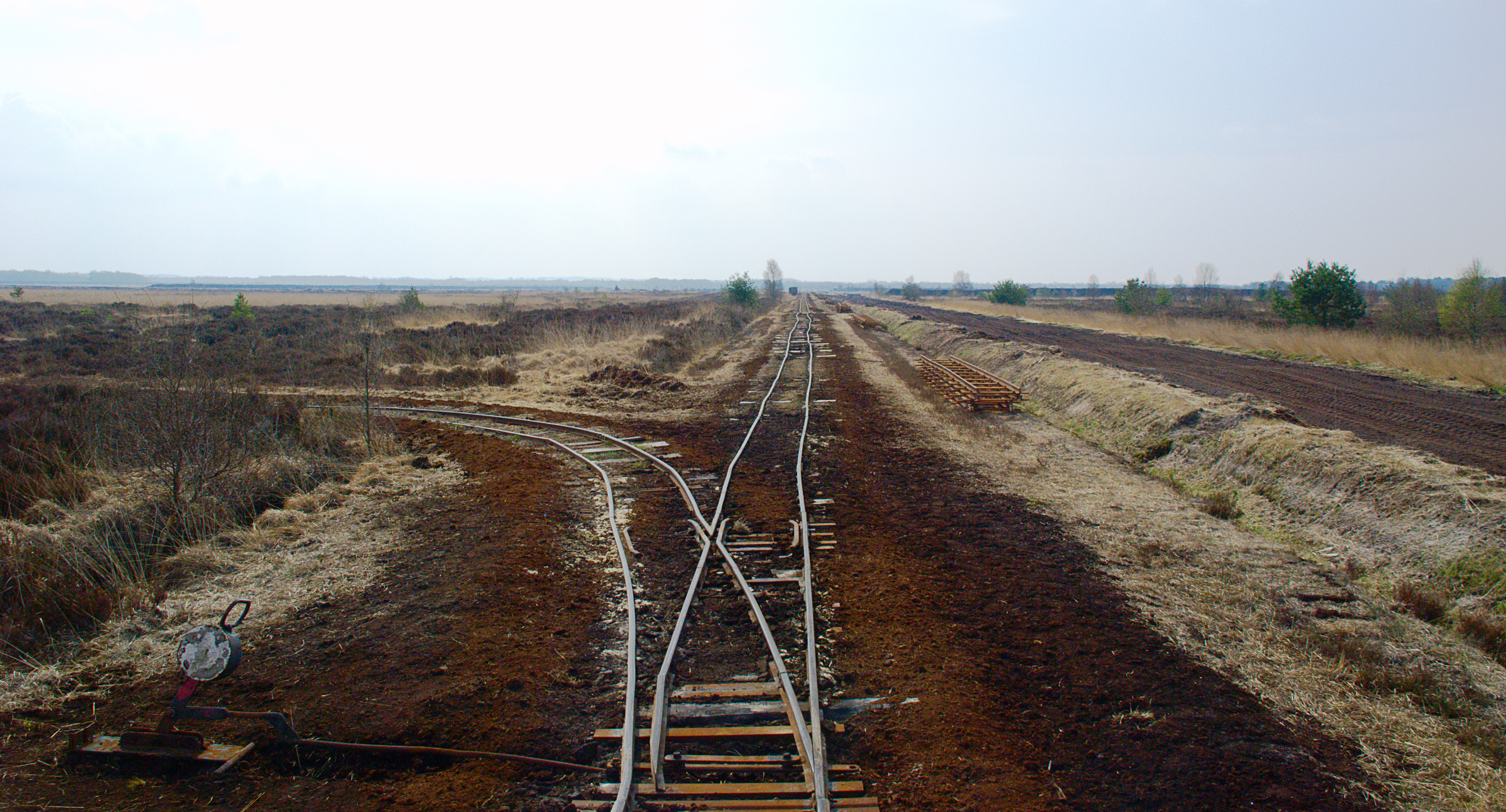
Strecke der Torfbahn im Huvenhoopsmoor

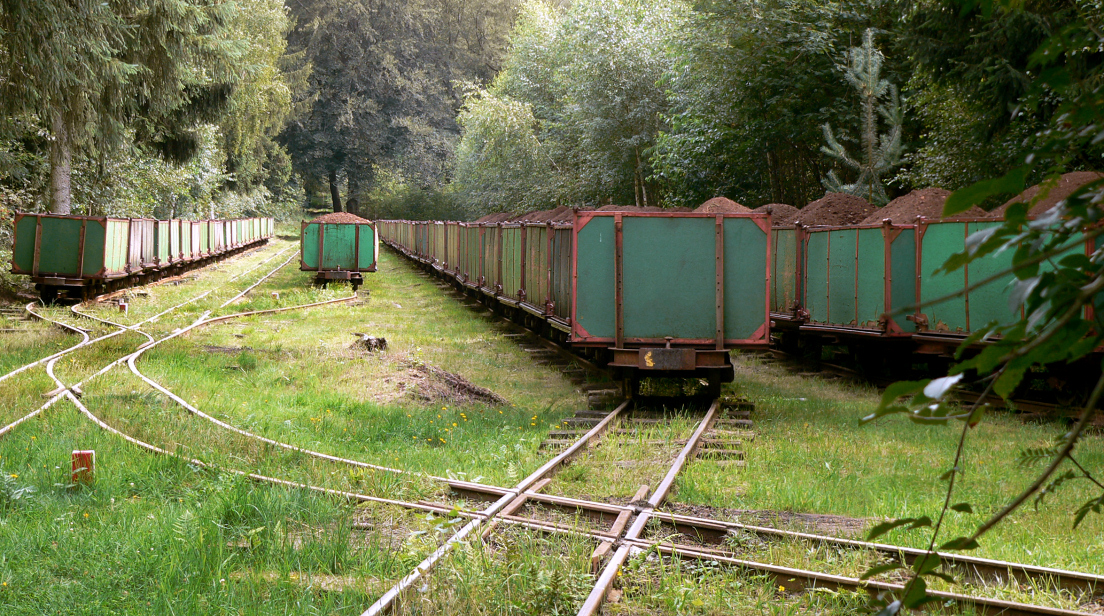
Torfbeladene Loren im Großen Moor bei Gifhorn

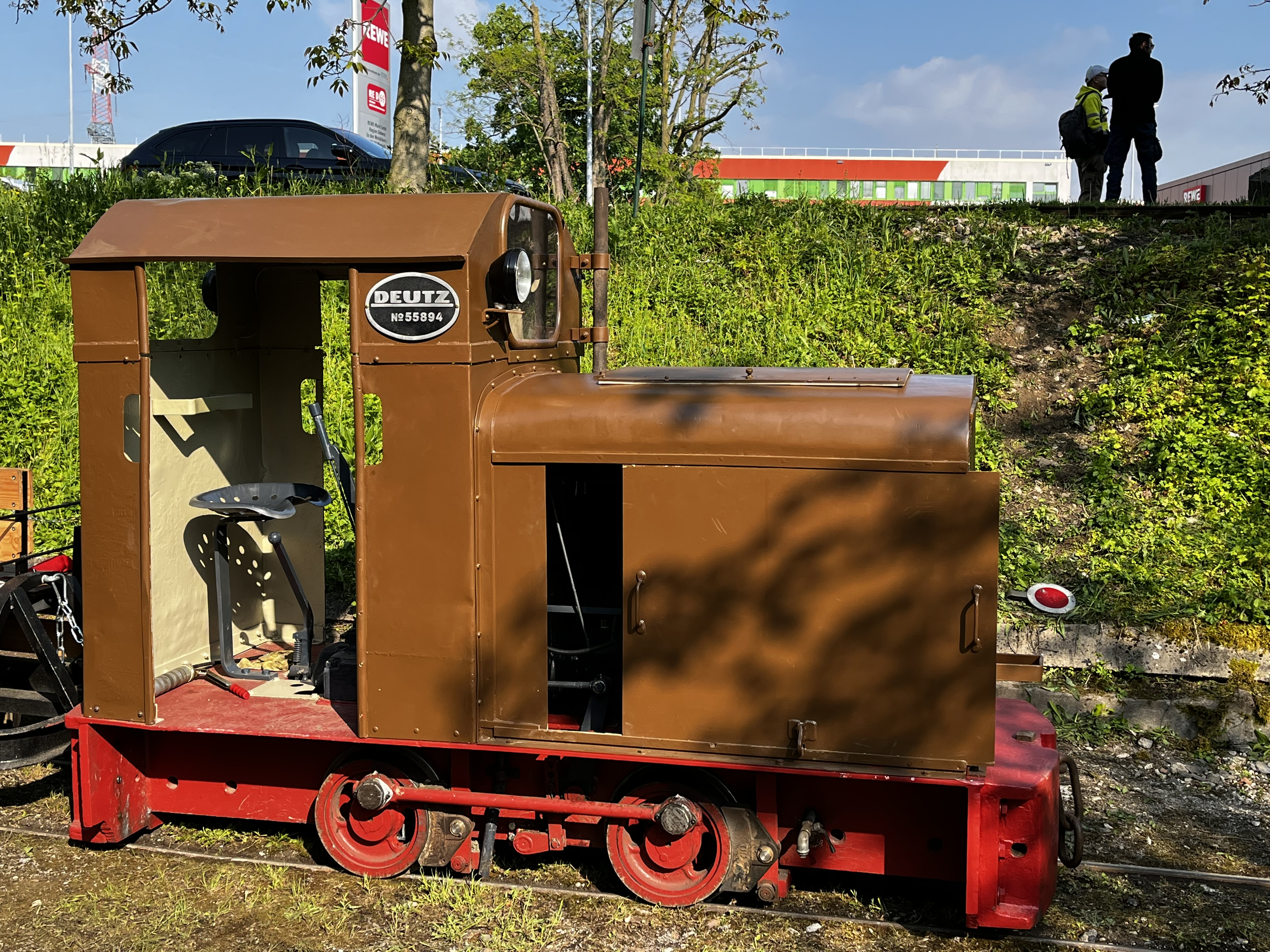
Feldbahnlok, Deutz No. 55894, Spurweite 600 mm

Der Einsatz und die wirtschaftliche Bedeutung von Feldbahnen haben ab der Mitte des zwanzigsten Jahrhunderts sehr stark abgenommen, da ihre Aufgaben im Laufe der Zeit zunehmend von LKW und elektrisch angetriebenen Förderbändern übernommen wurden. Sie werden meist nur noch eingesetzt, wo die Bodenbeschaffenheit (Moor) oder der zur Verfügung stehende Platz (Bergbau, Erzbahnen) einen geregelten Betrieb anderer Beförderungsmittel unmöglich machen. Weitverbreitet sind in Deutschland noch Feldbahnen im industriellen Torfabbau, vor allem in Niedersachsen und Schleswig-Holstein. Das größte Torfbahnnetz in Europa wird in Irland vom halbstaatlichen Unternehmen Bord na Móna betrieben. Doch der Torfbau in Irland endete im Jahr 2020. Daneben werden Feldbahnen ganz vereinzelt auch noch in Ziegeleien (Tonbahn) und anderen Betrieben eingesetzt.
Zunehmend widmen sich Museen wie das Frankfurter Feldbahnmuseum und Vereine dem Schutz und Erhalt historischer Feldbahnfahrzeuge. Im Rahmen dieser Bemühungen werden an zahlreichen Plätzen bereits stillgelegte Feldbahnanlagen wieder restauriert und für den Museumsbetrieb oder als Gartenbahn eingerichtet oder in veränderter Form in Betrieb genommen, etwa als Parkeisenbahn.
Auf der Insel Java sind noch in den etwa 25 Zuckerfabriken zahlreiche Feldbahnen im Einsatz, bei etwa 20 nur noch im Verschub auf dem Werksgelände; Von nur vier Fabriken fahren noch immer Züge auf die Felder. Das größte Netzwerk besteht zwischen den Fabriken Jatiroto und Semboro. Zum Einsatz kommen bei den meisten javanischen Feldbahnen (mit diversen Spurweiten zwischen 600 und 750 mm) hauptsächlich Diesellokomotiven von Schöma, Diema und LKM Babelsberg, jedoch setzen einige Fabriken während der Erntesaison (Juni bis Oktober) immer noch Dampflokomotiven ein, die hauptsächlich von O&K geliefert wurden.
In Australien, vor allem im Bundesstaat Queensland, ist es ein ausgedehntes Netz von Feldbahnen mit Spurweite von meist 610 mm zum Transport von Zuckerrohr (Sugar cane tramways). Viele davon sind, auf den heutigen Stand der Technik gebracht, noch in Betrieb.
Drei Halligen im nordfriesischen Wattenmeer (Oland, Langeneß und Nordstrandischmoor) sind durch die Halligbahnen Dagebüll–Oland-Langeneß und Lüttmoorsiel–Nordstrandischmoor über einen Lorendamm mit dem Festland verbunden. Sie dienen dem Material- und Personaltransport im Küstenschutz. Die Halligbewohner dürfen mit ihren eigenen Loren den Damm nutzen, um beispielsweise Besorgungen auf dem Festland zu erledigen.

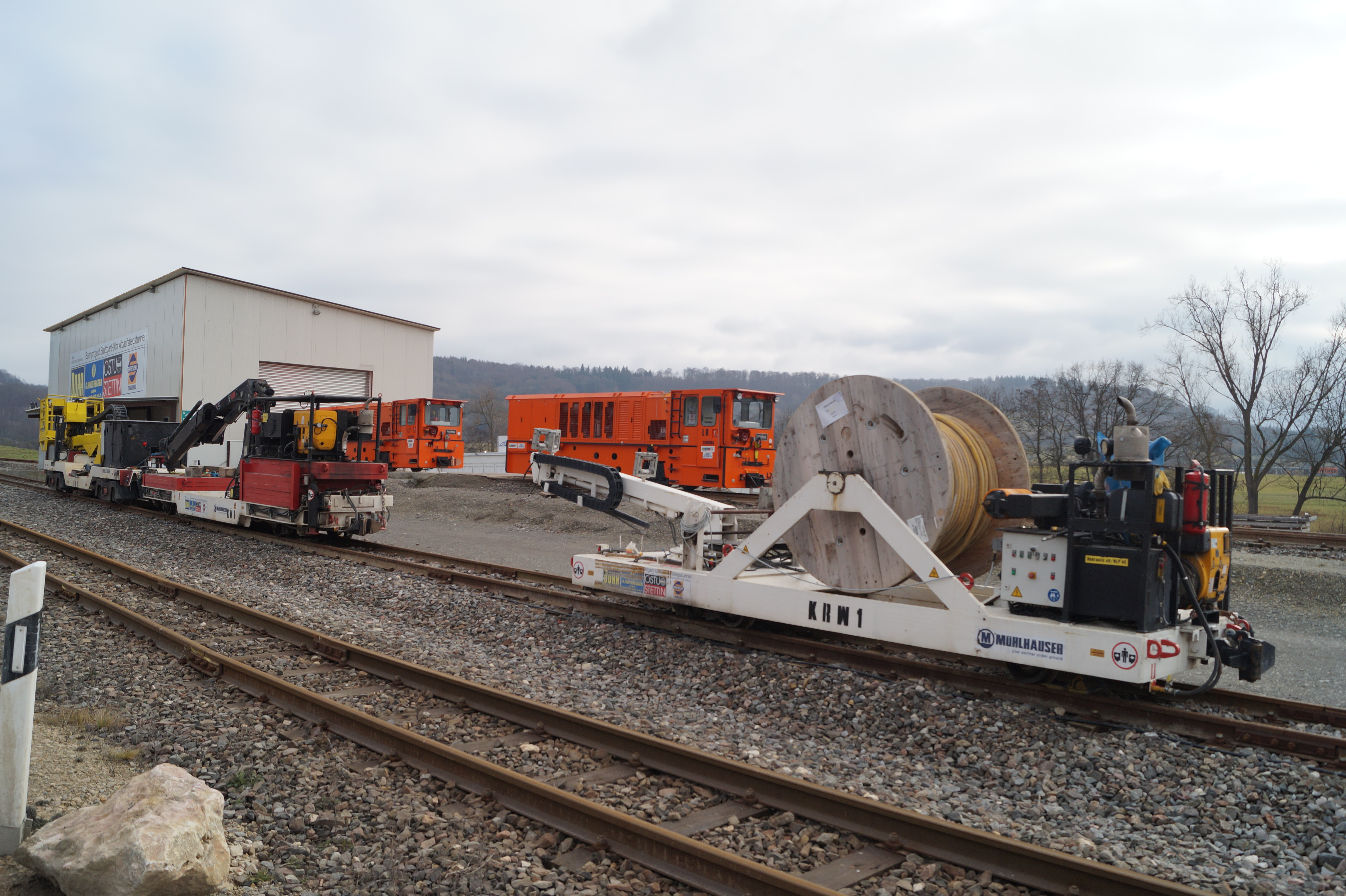
Moderne Schöma- und Mühlhäuser-Schmalspurbahn am Boßlertunnel

Bei großen Tunnelbaustellen sind schienengebundene Transportmittel immer noch weit verbreitet. So wurde z. B. beim Bau des Boßlertunnels der Eisenbahn-Neubaustrecke Wendlingen–Ulm 2014 eine Feldbahn aufgebaut, um Tübbinge von einer Fabrik zur Einsatzstelle zu bringen.

## Trivia
Die 1901 in Betrieb genommene Wuppertaler Schwebebahn verwendete anfangs umgedrehte Feldbahn-Schienen als am Traggerüst befestigte Stromschienen. Diese waren je acht bis zehn Meter lang, mit zwei Verstärkungsleitungen versehen, an den Stößen fest miteinander verblattet und mittels Doppelisolatoren aufgehängt.

## Feldbahnmuseen und Feldbahnen mit Fahrbetrieb
In zahlreichen Ländern existieren Feldbahnmuseen und Feldbahnen mit Fahrbetrieb.